# エリカ礁

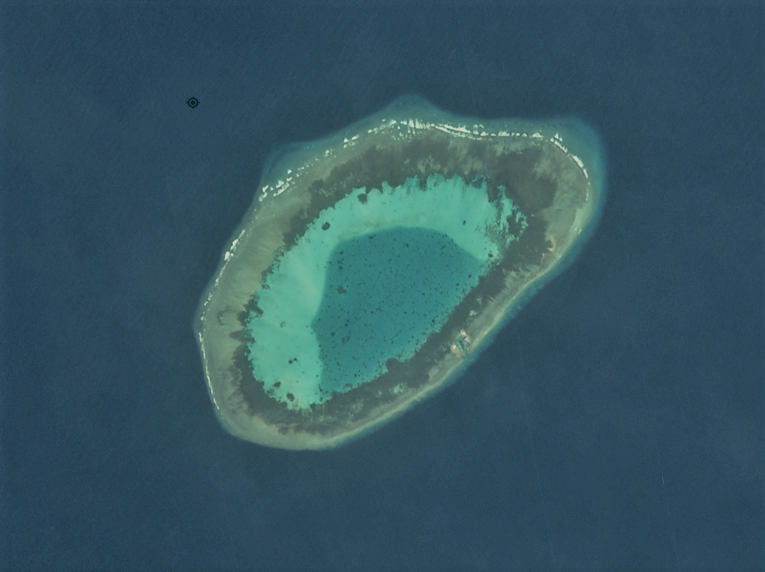
エリカ礁

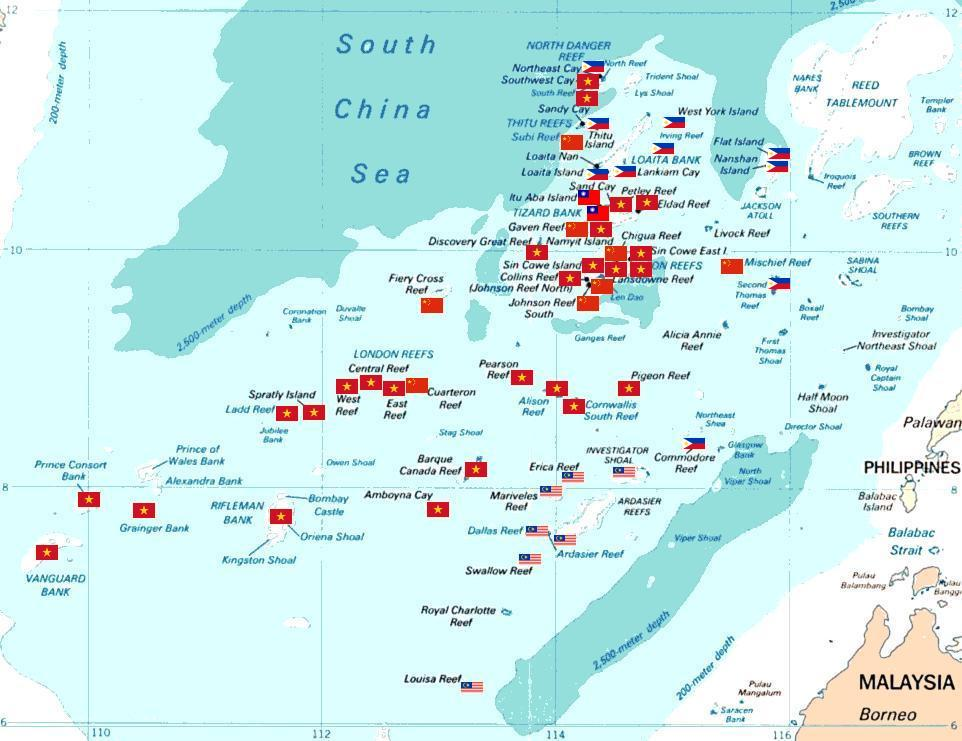
南沙諸島の実効支配状況

エリカ礁（エリカしょう、英語: Erica Reef、中国語: 簸箕礁、マレー語: Terumbu Siput、タガログ語: Gabriela Silang、ベトナム語：Đá Én Ca / 𥒥Én Ca）は、南沙諸島（スプラトリー諸島）にある環礁である。

## 地理
マリベルス礁から北東に13海里離れている。円形の環礁で、退潮時には一部岩礁が露出する低潮高地が存在する。

## 領有を巡る状況
1999年6月にマレーシア海軍はこの礁及びインベスティゲーター礁に建造物を構築するとともに兵員を駐在させており、以来、マレーシアがこの礁を実効支配している。一方、中華人民共和国、中華民国（台湾）、ベトナム、フィリピンも主権を主張している。